# Браконьєрство

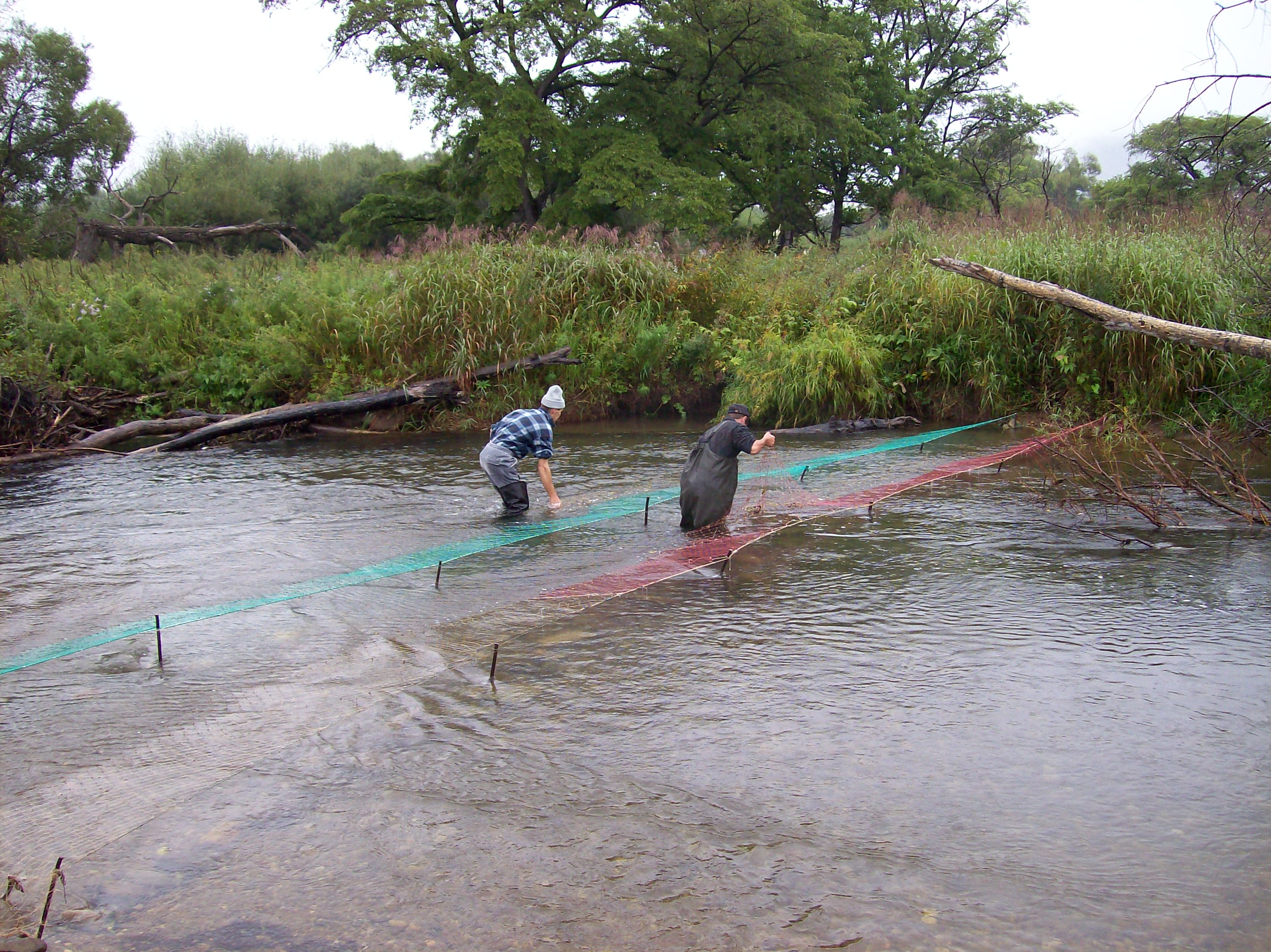
Браконьєрський лов лосося на річці Далекого Сходу

Браконьє́рство (від фр. braconnage) — незаконне добування природних ресурсів. Раніше термін «браконьєрство» стосувався тільки незаконного полювання і риболовлі, проте в даний час під браконьєрством розуміють також незаконну рубку лісу, незаконний збір рослин з Червоної книги, незаконний видобуток піску, гравію тощо.
Браконьєрство зараз карається законами більшості країн світу. В Україні це Закони: «Про тваринний світ», «Про охорону навколишнього природного середовища», «Про захист тварин від жорстокого поводження». Діють і правила мисливства, рибальства та інші законодавчі й нормативні акти.
В Україні боротьбою з браконьєрстовом, окрім правоохоронних органів, займаються Українське товариство мисливців та рибалок, «Ґрінпіс», «Національний екологічний центр України», «ЕкоКлуб «Зелена Хвиля»», «Київський еколого-культурний центр» та «Громада Рибалок України».

## Браконьєрство в Україні
Сучасне браконьєрство при його масовості, технічній озброєності, безкарності і постійному лавиноподібному зростанні давно перетворилося на одне з потужних і впливових злочинних формувань, що представляє загрозу національній екологічній безпеці України.
В даний час в країні постійно браконьєрствує 1-2 млн чоловік, при цьому в рік відбувається до 15 млн випадків браконьєрства. Щорічно в Україні затримується 150 тис. браконьєрів, але розкривання випадків браконьєрства становить всього близько 1 %.
В останні роки різко зросла не тільки масовість браконьєрів, а й їхня технічна озброєність. Вони застосовують прилади нічного бачення, супутниковий зв'язок, комп'ютери, морські прилади навігації, електронні манки, ехолоти, електровудки, скорострільні карабіни, автомати, вертольоти, дельтаплани, швидкохідні катери, всюдиходи та БТРи.
Від браконьєрів тварин не рятує навіть Червона книга. Чисельність занесених до неї ведмедів за останні 10 років скоротилася в 2 рази, а зубрів — у 3,2 рази. За 15 років браконьєри вбили близько 1 тис. червонокнижних зубрів, однак кримінальних справ за цей період було порушено всього три. Решта пішли від відповідальності. Багато в чому завдяки браконьєрству 73 % риб, 46 % звірів та 56 % видів птахів України зараз перебувають в несприятливому стані.
Як соціальне зло, браконьєрство тісно пов'язане з іншими злочинними діями — контрабандою та незаконною торгівлею живим товаром, корупцією, бандитизмом, крадіжками, організованою злочинністю.
У своїй основі браконьєрство має моральну деградацію, падіння моральності, ідеологію вседозволеності, безкарності, правового нігілізму і можливості заробляти на аморальних речах («ніхто не має права заважати мені заробляти гроші будь-яким шляхом»). Браконьєрство грубо порушує права дикої флори і фауни на існування.

### Браконьєрство відносно мисливських ресурсів
За рік в Україні затримується близько 11 тис. порушників правил полювання. Вкрай низькою є їх караність: з 9500 затриманих в 2006 р. браконьєрів тільки 3 (!) були притягнуті до кримінальної відповідальності, а сума штрафів на одного браконьєра в середньому склала 28 гривень. У середньому з браконьєрів стягується лише близько 0,1 % нанесеної ними шкоди. Щорічно в Україні незаконно вбивається до 400 тис. мисливських тварин, чим завдається шкода в 50 млн гривень. На одного пересічного мисливця на рік у середньому припадає 5 порушень правил полювання. На 1 офіційно вбиту козулю зараз припадає 8 вбитих браконьєрами.
Повністю безконтрольними браконьєрськими угіддями є приватні мисливські господарства і Чорнобильська зона. В основному через браконьєрство і прес безконтрольною полювання, з 1991 по 2004 рр. чисельність качок впала в Україні в 1,3 рази, рисі — в 1,6 рази, ведмедя — в 3 рази, муфлона — в 2,8 рази, зубра — в 3,2 рази, козулі — в 1,4 рази, оленя благородного — в 1,8 рази, байбака — в 1,5 рази, лося — в 3,2 рази. У цілому ж чисельність копитних за цей час впала в країні в 2 рази. Відповідальність за браконьєрство відносно мисливських ресурсів нині абсолютно слабка, не стримує порушників закону.

### Рибне браконьєрство
Щорічно в Україні затримується близько 100 тис. порушників Правил рибальства. Причому їх кількість постійно зростає: у 1966 р. в Україні було затримано 15 тис. рибних браконьєрів, у 1975 р. — 30 тис., у 2007 р. — 96,6 тис. У 2008 р. сума штрафів на одного рибного браконьєра становила 72 грн. Українськими браконьєрами в рік добувається стільки ж риб, скільки на рік усіма риболовецькими промисловими підприємствами країни — близько 200 тис. тонн. За іншими даними, якщо в 1980-х роках на 1 тонну риби, добуту промисловим способом, припадало 0,5 тонни браконьєрським, то зараз — 3 тонни, здобутих незаконно. Рибне браконьєрство заохочується погано контрольованим продажем рибальських браконьєрських снастей — «телевізорів», «косинок», драчів, лесочних мереж на ринках.
В Інтернеті існує велика кількість сайтів, де розповідається як самостійно можна змайструвати найстрашнішу браконьєрську сучасну зброю — електровудку. Щорічно в Україні у рибних браконьєрів вилучається близько 100 тис. заборонених снастей, проте на руках у них є близько 10 млн сіток та інших браконьєрських снастей. В Азовському морі щороку знімається 10 тис. кілометрів браконьєрських сіток. Щільність браконьєрських стоянок влітку на р. Десна — одна на 25 м берега.
В основному через масове браконьєрство, за даними С. В. Межжеріна, з 1995 р. по 2001 р. у внутрішніх водоймах України вилов щуки впав в 4 рази, уклейки — 173 рази, плотви — в 4 рази, чехоні — у 9 разів, в'язя — в 13 разів, лина — у 20 разів, сома — в 5 разів. Через браконьєрство і безконтрольне рибальство в найближчі роки можуть зовсім зникнути тарань, минь, підуст, карась золотий. У цілому ж запаси риби у водах України з 1996 р. по 2001 р. впали в 12 разів. У Чорному та Азовському морях період нересту риби досі не має охоронного сезону.
Рибні браконьєри, що промишляють на Чорному та Азовському морях, нерідко об'єднуються в мафію. Існують мафіозні групи, що займаються незаконним промислом креветок, видобутком осетрових і виробництвом чорної ікри. Ці структури повністю безкарні.
Рибне браконьєрство заохочується також тим, що браконьєрська сітка-китайка коштує в магазинах і на ринках у кілька разів дешевше, ніж рибальська вудка або спінінг. Усі водойми України буквально обплутані павутиною з діючих і покинутих браконьєрських сіток. У сітках з волосіні, крім риби, заплутується і гине ще 20 видів тварин: ондатри, бобри, качки, лосенята, видри і т. д.
По всіх дорогах України і на кожному ринку кожен день продаються тисячі кілограмів риби, яка виловлена браконьєрським шляхом. У Херсонській області та Криму на дорогах вільно продаються занесені до Червоної книги осетри і чорна ікра. Браконьєрів-торговців ніхто не затримує. Наприклад, при в'їзді до Криму на ринках села Салькове Генічеського району Херсонської області в день незаконно продається до 100 копчених червонокнижних осетрів.

### Пісочне браконьєрство
Пісочне браконьєрство — новий вид браконьєрства, що з'явився в Україні в останні 10-15 років. У всіх областях, навіть у самому Києві, існують десятки фірм, що займаються незаконним видобутком і продажем піску в заплаві Дніпра, Десни та інших річок. Видобуваючи пісок, вони знищують нерестові місця риб, проживання бобрів, ондатри. У Києві на Окружній дорозі стоять десятки вантажівок, що продають за 600—700 гривень машину піску, незаконно видобутого в заказнику Жуків острів у заплаві Дніпра. Коли природоохоронець з Києва Олександр Гончаров намагався викрити крадіжку піску, пісочні браконьєри, що прикриваються місцевою міліцією, вбили його серед білого дня у дворі його будинку.
У Карпатах, на Дністрі, на Азовському морі незаконно добувається галька, черепашник, в Донбасі — вугілля. Як правило, ці роботи ведуться відкрито і абсолютно безкарно, тому що нерідко підтримуються місцевою владою та правоохоронними органами.
Екологічні інспектори іноді пломбують механізми незаконного видобутку піску, проте пісочні браконьєри наступного дня нахабно зривають пломби і продовжують незаконний промисел. Як правило, земснаряди для видобутку піску виготовляються браконьєрами самостійно, реєстраційних документів (як плавзасоби) не мають, зазвичай у них немає ніяких документів і на видобуток піску. За день такий земснаряд наривається до 200 тонн піску, на чому заробляють до 5 млн гривень на місяць. Тільки в Київській області в 2008 р. пісочні браконьєри завдали шкоди рибним запасам в 3 млн гривень, а відшкодовано ними було всього 970 тис. гривень.

### Лісове браконьєрство
Щорічно в Україні затримується близько 30 тис. порушників Лісового кодексу. При цьому сума штрафів та позовів в середньому на одного лісового браконьєра в 2007 р. склала всього 73 гривні.
Лісові багатства країни практично ніхто не охороняє, величезна кількість незаконно добутих пиломатеріалів вивозиться з українських Карпат до Європи.
Особливо масовим є щорічно повторюване ялинкове браконьєрство перед Новим роком. За приблизними підрахунками, браконьєри на рік рубають 1,5 млн ялинок, сосен та ялиць. Щорічно в країні затримується близько 2200 ялинкових браконьєрів, у яких вилучається 7 тис. хвойних дерев, що становить збиток в 200 тис. гривень. Насправді перед Новим роком браконьєри знищують до 1 млн хвойних дерев. Особливий збиток лісові браконьєри завдають лісосмугам, які, по суті, зараз є безгоспними. Підпільні бригади лісорубів нищать їх сотнями.

### Квіткове браконьєрство
Кожен сезон (лютий-квітень) в Україні затримується близько 5,5 тис. квіткових браконьєрів, що здійснюють свій незаконний бізнес на зборі та торгівлі червонокнижними раньоквітнучими квітами — пролісками, сон-травою, шафранами, білоцвітами, цикламеном Кузнєцова. За приблизними підрахунками за сезон ними щорічно знищується до 20 млн квітів, чим завдається шкода в 200 млн гривень. У середньому на одного квіткового браконьєра, затриманого міліцією, припадає 2 грн. штрафу. Величезна кількість першоцвітів вивозиться контрабандою в Росію та Західну Європу.
За винятком Києва, Харкова, Дніпропетровська, Донецька та Криму боротьба з квітковими браконьєрами більше ніде в Україні не ведеться, в результаті чого в найближчі 10 років всі ці рідкісні першоцвіти можуть зникнути. Вже зараз 30 % квітів, занесених до Червоної книги України, потрапили туди насамперед з причини браконьєрського збору, що має комерційний характер.
У Криму квіткові браконьєри об'єднані в квіткову мафію, що займається збором і збутом першоцвітів до Росії і великих міст України.

### Браконьєрство під прикриттям наукового вилову
Дуже поширене легальне браконьєрство, яке прикривається «науковими» завданнями. Під прикриттям науки часто здійснюють браконьєрські дії рибінспекції, різні відомчі наукові інститути Держкомрибгоспу. Так, в 2007 р. рибні інститути України отримали квоту на науковий вилов російського осетра в 4,8 тонни і севрюги в 3,56 тонн. Однак, на думку незалежних експертів, для наукових досліджень і штучного розведення потрібно відловлювати всього не більше 1 тонни осетрових. Все інше, під виглядом «науки», йде в ресторани і супермаркети.
Нерідко так званий «науковий» лов риби і креветок проводиться рибінспекціями, рибними НДІ, деякими національними парками, наприклад, Шацьким, навіть у період нересту, коли будь-яка ловля риби за законом суворо заборонена.

### Продаж браконьєрських снастей
Яскравим прикладом, що підтверджує бездіяльність влади і природоохоронних органів (насамперед рибінспекцій), є нерідко вільний продаж браконьєрських снастей — лесочних сіток, неводів, драчів, «павуків», а також капканів на 600 ринках країни, в сотнях мисливських, рибальських і спортивних магазинів. Хоча із внесенням змін у Закон України «Про тваринний світ», а саме додана ст. 52-1 у якій чітко сказано: заборонено виготовлення, збут, застосування, зберігання отруйних принад, колючих, давлячих та капканоподібних знарядь лову, електроловильних систем (електровудок), вибухових речовин, пташиного клею та колючих, давлячих та капканоподібних знарядь лову, електроловильних систем (електровудок), вибухових речовин, пташиного клею та монониткових (волосінних) сіток (крім тих, що призначені для промислового лову), а також інших засобів, заборонених законом. Забороняються знаряддя добування об'єктів тваринного світу, що призводять до калічення диких тварин, їх страждань та масового безконтрольного знищення".

## Типи браконьєрів
Браконьєрів умовно можна розділити на кілька типів:
1. Ті, для кого браконьєрство мало не єдиний засіб прогодувати сім'ю.
2. Ті, для кого браконьєрство — великий бізнес; даний тип браконьєрів нерідко об'єднується в мафію;
3. Ті, для кого браконьєрство — розвага, кураж. До останніх належать представники владних структур, депутати, бізнесмени. Особливо багато браконьєрів серед районної міліції. Для даного контингенту особливе задоволення є саме порушення закону і подальша за цим безкарність.

Масовому поширенню браконьєрства сприяє така широко поширена останнім часом риса, як крадіжка. На незаконне вбивство диких тварин іноді штовхають людей неосвічені забобони, мстивість або лінь.

## Проблеми і труднощі в боротьбі з браконьєрством
Головною проблемою є відсутність розуміння у влади, суспільства та ЗМІ необхідності збереження дикої фауни, флори, інших природних ресурсів та боротьби з браконьєрством як небезпечним соціальним явищем. Не менш важливими проблемами є: відсутністю ефективної єдиної державної природоохоронної інспекції, різке ослаблення правоохоронних відомств і судових органів в галузі охорони природи, суперечливість природоохоронного законодавства, фактичне заохочення державою практики хижацької видобутку тваринного і рослинного світу (особливо в системі державних агентств лісових або рибних ресурсів України). Само природокористування в країні має дуже високий рівень криміналізації. Україна не контролює нею ж підписані Міжнародні природоохоронні Конвенції (наприклад, щодо охорони вовка, першоцвітів, дельфінів), недостатньо фінансує охорону природи в цілому.
Серйозним питанням є висока корумпованість державних природоохоронних інспекцій, і перш за все рибної інспекції. Справа дійшла до того, що особливо на Азовському і Чорному морях браконьєри просто платять помісячно рибінспекторам спеціальну мзду, щоб ті їх не чіпали. У період нересту цей «податок» збільшується в кілька разів.
Боротьба з браконьєрами ускладнюється і тим, що в Україні браконьєрство ніким і ніяк не вивчається, не розробляються заходи по боротьбі з ним. Інспекторів охорони природи, рибних інспекторів не готує жоден внз або коледж країни.
Суспільна свідомість нерідко виправдовує браконьєрів, виховує байдужість до браконьєрства. Багато людей, на жаль, поки не розуміють, що всі дикі тварини і рослини мають права, які необхідно захищати так само, як права людини.
Дуже часто суди поблажливо ставляться до браконьєрів, накладаючи на них не тільки мінімальні штрафи, але і повертаючи браконьєрські сітки і навіть електровудки.
Дуже заважає боротьбі з браконьєрством так званий «містечковий реалізм», коли пов'язані сімейними і приятельськими узами місцеві інспектора не затримують браконьєрів зі свого району.

## Необхідні заходи для боротьби з браконьєрством
- Припинити відомственність державних природоохоронних служб, об'єднавши всі відомчі інспекції — рибну, мисливську, лісову, екологічну — в одну природоохоронну інспекцію.
- У системі МВС створити екологічну поліцію.
- Повернути право громадським рибним, лісовим, мисливським інспекторам складати протоколи за ст. 85 (порушення правил полювання та риболовлі) Кодексу України про адміністративні правопорушення.
- Розпочати підготовку та перепідготовку кадрів держінспекторів з охорони живої природи у вузах і коледжах.
- Прирівняти державні інспекторські природоохоронні служби до правоохоронних органів, забезпечити їх необхідною сучасною технікою, пальним, формою, зброєю.
- Створити систему невідворотності покарання за браконьєрство.
- У Правилах любительського і спортивного рибальства заборонити використання підводних рушниць у внутрішніх водоймах України.
- Заборонити застосування для мисливських цілей напівавтоматичної нарізної зброї, виготовленої на базі військових зразків («Тигр», «Архар» тощо).
- Ввести 10-річний мораторій на науковий лов осетрових в Азовському і Чорному морях.
- Активно використовувати озброєні підрозділи поліції для боротьби з браконьєрством.
- Почати вивчення психологічних, соціальних, правових, економічних, вікових, екологічних аспектів браконьєрства та розробку заходів по боротьбі з ним. Створення з цих питань спеціального дослідницького Центру.
- Ввести заборону на лов риби в морях під час нересту.
- Розробити методику визначення збитку від незаконного видобутку корисних копалин місцевого значення (пісок, глина, сланець і т. д.).
- Призначити премії громадянам за надану інформацію про факти браконьєрства чи наявність незаконних знарядь браконьєрства.

## Ресурси Інтернету
- Закон України «Про тваринний світ» [Архівовано 20 січня 2022 у Wayback Machine.]
- Закон України «Про охорону навколишнього природного середовища» [Архівовано 13 листопада 2021 у Wayback Machine.]
- Закон України «Про захист тварин від жорстокого поводження» [Архівовано 5 листопада 2021 у Wayback Machine.]
- Браконьєрські снасті і знаряддя повністю ЗАБОРОНЕНІ! [Архівовано 5 березня 2016 у Wayback Machine.]
- Кампанія Київського еколого-культурного центру «Боротьба з браконьєрством»  [Архівовано 18 травня 2013 у Wayback Machine.]
- Кампанія Київського еколого-культурного центру «Першоцвіт»  [Архівовано 18 травня 2013 у Wayback Machine.]
- Кампанія Київського еколого-культурного центру «Боротьба з незаконною торгівлею браконьєрськими сітками»  [Архівовано 18 травня 2013 у Wayback Machine.]
- Кампанія Київського еколого-культурного центру «Боротьба з незаконним видобутком піску на Жуковому острові»  [Архівовано 18 травня 2013 у Wayback Machine.]
- Кампанія Київського еколого-культурного центру «Боротьба з капканами, петлями, отрутами»  [Архівовано 21 липня 2013 у Wayback Machine.]